# 드라마현
드라마현(Drama)은 그리스 마케도니아 지방 북동부에 있는 현이다. 드라마 현은 마케도니아 지방 최북단에 있으며, 동마케도니아 트라키주의 최서단이기도 하다. 로도피산맥이 북쪽 접경을 이룬다.